# Jorge Iván Bocanegra
Jorge Iván Bocanegra (Líbano, Tolima, Colombia; 23 de marzo de 1991) es un exfutbolista colombiano. Jugaba en la posición de delantero.

## Trayectoria
Bocanegra debutó el 15 de marzo de 2009 en el fútbol profesional colombiano con el Deportes Tolima en un partido frente al Deportivo Pasto que ganó el equipo de Ibagué 2-0 en su estadio. Jorge Iván era uno de los jugadores utilizados para cumplir la norma sub-18 que obligaba  a los equipos colombianos a empezar cada partido con un jugador de esta edad. Bocanegra es el primer futbolista profesional de su ciudad, Líbano (Tolima). En el club tolimense jugó 21 partidos a lo largo de la temporada 2009, pero en el primer semestre de 2010 no fue utilizado, lo cual lo llevó a buscar nuevos horizontes.
A mediados del año 2010, Bocanegra pasó a Millonarios. Con el club albiazul ha jugado en la categoría juvenil en el Campeonato Sub-19 2010 organizado por la Federación Colombiana de Fútbol.

## Clubes
| Club                | País      | Temporada   | Partidos | Goles' |
| ------------------- | --------- | ----------- | -------- | ------ |
| Deportes Tolima     | Colombia  | 2009 - 2010 | 20       | 60     |
| Millonarios         | Colombia  | 2011-2012   | 10       | 20     |
| Llaneros de Guanare | Venezuela | 2013        | ?        | ?      |
| Bogotá F. C.        | Colombia  | 2014-2016   | 48       | 120    |

## Selección Colombia
Bocanegra estuvo convocado a la preselección colombiana sub-20 a mediados del año 2009 para un torneo internacional amistoso que se jugó en Maracaibo, Venezuela y en donde participaron los representativos de México, Honduras, Venezuela y Colombia.

## Palmarés

### Campeonatos nacionales
| Título        | Club        | País     | Año  |
| ------------- | ----------- | -------- | ---- |
| Copa Colombia | Millonarios | Colombia | 2011 |